# St. Peter und Paul (Oława)

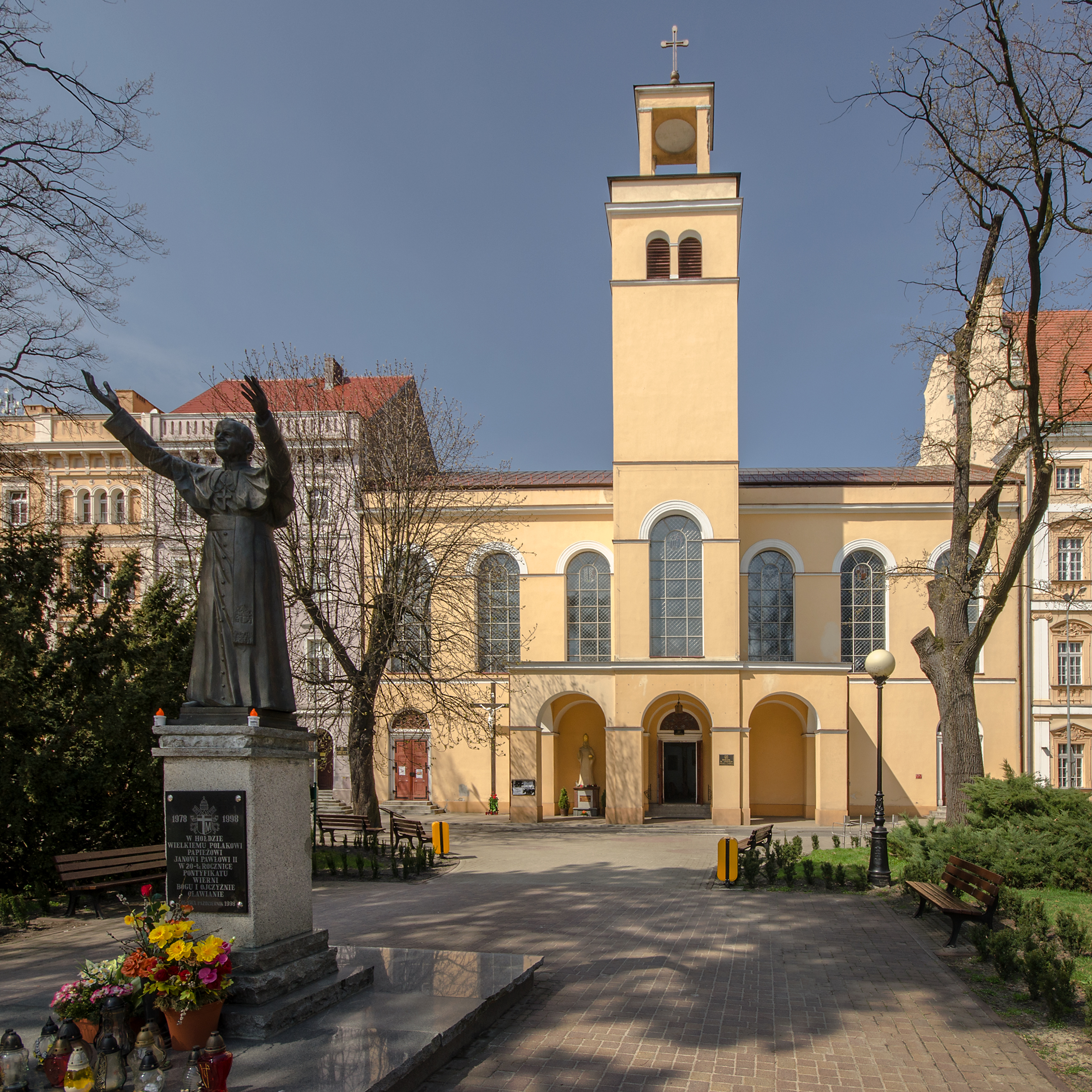
Südfront mit Kirchturm

St. Peter und Paul (polnisch Koscioł sw. Apostołow Piotra i Pawła) ist eine römisch-katholische Kirche in der niederschlesischen Stadt Oława (Ohlau). Die Kirche ist die Hauptkirche der Pfarrei St. Peter und Paul (Parafia pw. Św. Apostołów Piotra i Pawła) in Oława. Das Gotteshaus liegt im Norden des historischen Stadtzentrums am plac Zamkowy (bis 1945 Schlossplatz).

## Geschichte
Die Peter-und-Paul-Kirche wurde von 1833 bis 1835 errichtet. Der Entwurf entstand unter der Mitwirkung von Karl Friedrich Schinkel. Der Kirchenbau wurde in der Bauflucht des Schlosses am Luisenflügel errichtet. Der Bau ersetzte die mittelalterliche katholische Schlosskapelle.
Nach einem Brand im Jahr 1928 wurde das Innere des Kirchenbaus umgebaut. 1938 wurde die Technik im Gebäude modernisiert und der Glockenturm errichtet.
Von 1976 bis 1980 wurde der Kirchenbau renoviert.

## Architektur und Ausstattung
Die dreischiffige Hallenkirche besitzt im Inneren Emporen mit Seitenschiffen. Die Nordfassade entstand im Rundbogenstil. 
Die Innenausstattung stammt größtenteils aus dem Jahr 1928. Der Hauptaltar entstand 1934 und besitzt Malereien des schlesischen Malers Ludwig Peter Kowalski. Einige Ausstattungselemente aus der Erbauungszeit haben sich erhalten, darunter Seitenaltäre im klassizistischen Stil und mehrere Heiligenfiguren.